# Yala Peak
Yala Peak – góra w Nepalu o wysokości 5500 metrów.